# Церква Покрови Пресвятої Богородиці (Сапова)
Церква Покрови Пресвятої Богородиці в Сапові — парафія і храм греко-католицької громади Зарваницького деканату Тернопільсько-Зборівської архієпархії Української греко-католицької церкви в селі Сапова Тернопільського району Тернопільської области.

## Історія церкви
Парафія була утворена у 1991 році, тоді ж було збудовано і храм. Архітектором церкви став Іван Городиський. Автор іконостасу та розписів — тернопільський художник Олександр Вівчар, а ікони і стіни розписував Михайло Фірман у 2002 році.
Храм, який від самого початку належав до УГКЦ, освятив владика Михаїл Сабрига у 2002 році. З єпископськими візитаціями його також відвідали владика Михаїл Сабрига у 2002 році, а 7 квітня 2013 року — митрополит Василій Семенюк. При парафії діє братство Матері Божої Неустанної Помочі, а у вересні 2013 року розпочав роботу «Біблійний гурток».
Неподалік від церкви розташована фігура Матері Божої.

## Парохи
- о. Петро Пастух (з 2013).